# سی‌وی‌اس هلث
سی‌وی‌اس هلث (به انگلیسی: CVS Health) شرکت خرده‌فروشی و توزیع دارو آمریکایی است، که دارای زنجیره گسترده‌ای از داروخانه‌ها، در ایالات متحده می‌باشد.
شرکت سی‌وی‌اس خدمات دارویی خود را، از طریق بیش از ۷٫۰۰۰ داروخانه، با نام تجاری سی‌وی‌اس فارمسی و همچنین فروشگاه‌هایی با نام تجاری لانگ دراگ ارائه می‌نماید، که در تمامی شعبه‌های آن، در کنار توزیع و فروش دارو، به خرده‌فروشی نیز اشتغال دارند. این شرکت بخش‌های دیگری را نیز مدیریت می‌کند. که از آن سی‌وی‌اس کرمارک در سال ۲۰۰۷ در پی ادغام شرکت سی‌وی‌اس فارمسی با شرکت کرمارک آراکس تأسیس شد. دفتر مرکزی شرکت سی‌وی‌اس کرمارک در شهر وونساکیت، رود آیلند قرار دارد. دفتر عملیاتی این شرکت نیز در شهر نشویل، تنسی مستقر می‌باشد. سی‌وی‌اس کرمارک در سال ۲۰۱۰ در فهرست فورچون ۵۰۰ در رتبه ۱۸ از بزرگترین شرکت‌های مستقر در ایالات متحده قرار گرفت. شرکت سی‌وی‌اس در حال حاضر به عنوان دومین شرکت بزرگ توزیع دارو در ایالات متحده شناخته می‌شود.